# Tragopan de Temminck
Tragopan temminckii
Espèce
Statut de conservation UICN

 LC  : Préoccupation mineure

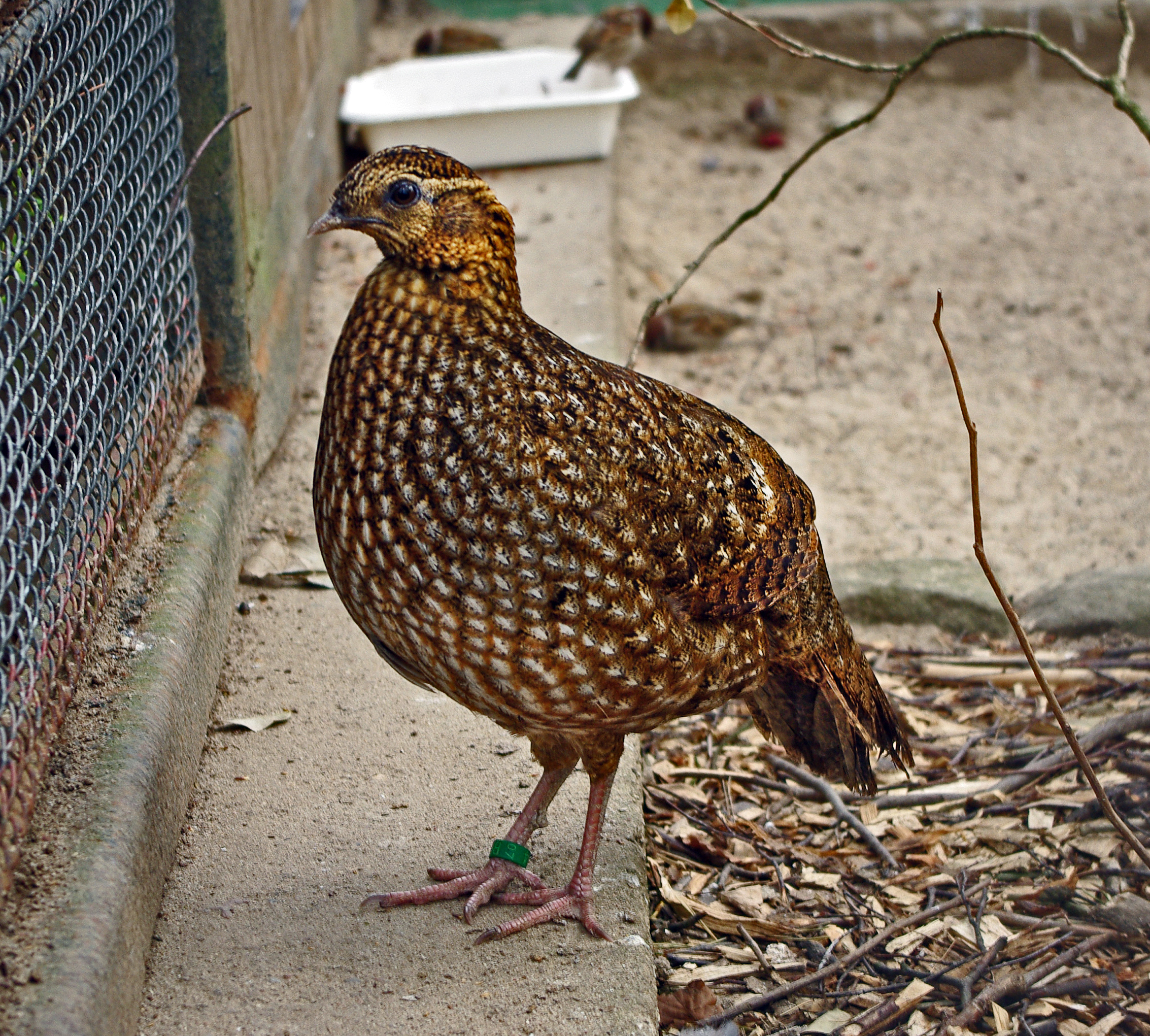
Tragopan de Temminck femelle

Le Tragopan de Temminck (Tragopan temminckii) est une espèce asiatique d'oiseaux appartenant à la famille des Phasianidae, présente principalement en Chine. Le nom francophone de cette espèce commémore l'ornithologue néerlandais Coenraad Jacob Temminck (1778-1858).
À l'époque des amours le mâle peut déployer sur sa poitrine, une sorte de plastron bleu et rouge vif.

## Description de la bavette
La bavette déployée présente une forme ovale allongée avec une bordure légèrement dentelée, se terminant en pointe vers le bas. Elle est ornée d’une large bande centrale bleu marine parsemée de points bleu turquoise et décorée, de chaque côté, de motifs plus ou moins rectangulaires rouge-rose framboise séparés ou reliés entre eux.

## Distribution
De l’Himachal Pradesh (nord-est de l’Inde) au nord du Myanmar, du Tonkin (Viêt Nam) et de la Chine. En Chine, il a été observé dans le sud-est du Tibet, Yunnan, Seutchouan, Kouangsi, Koueitchéou, Kansou, Chensi, Houpei et Hounan.

## Anecdote, tradition
Dans l’imagerie traditionnelle chinoise, les artistes aimaient à dépeindre la flore et la faune de leur pays sur papier de riz mais ils représentaient parfois des animaux imaginaires (comme le fameux phénix, oiseau mythique symbole de pouvoir) avec d’autres bien réels. Ainsi, quand des naturalistes européens virent la première fois le dessin d’un faisan à cornes bleues, au plumage rouge perlé de blanc et orné d’une fabuleuse bavette rouge et bleue, ils pensèrent à un oiseau chimérique sorti tout droit de leur imagination fantaisiste ou inspiré d’un ancien conte chinois. Mais ils reconnurent plus tard, dans une volière de Macao, ce fantastique faisan dont les ornements de parade étaient à peine exagérés sur les estampes. Plus tard, on apprit que ce tragopan était connu depuis des siècles en Chine où des amateurs gardaient souvent des mâles en cage. En effet, il était considéré comme oiseau porte-bonheur, apportant fortune et longue vie à son maître à cause du dessin de la bavette qui rappelle curieusement le caractère chinois de la longévité appelé caractère « shou » d’où son autre nom chinois de « faisan de la longévité ». Enfin, les aviculteurs chinois avaient remarqué depuis longtemps que le tragopan de Temminck était, parmi tous les tragopans, le plus agréable à élever en raison de sa longévité et de sa fécondité.

## Habitat
Selon Li (1991), ce tragopan peut fréquenter trois types d’habitats : la forêt mixte décidue et sempervirente (1600–2400 m), la forêt mixte caducifoliée et résineuse (2400–3000 m) et la forêt résineuse pure (3000–3500 m) mais la deuxième avec un sous-bois d’arbustes et de bambous connaît la plus forte densité de population (13 individus au km²). Selon Shi et al. (1996), il marque une prédilection pour les forêts mixtes (feuillus et bambous) pourvues d’arbres fruitiers avec, au printemps, une préférence pour les lisières de forêts riches en buissons et en plantes herbacées.

## Alimentation
Son régime alimentaire se compose d’une grande variété de nourriture végétale (mousse, feuilles, fleurs, baies, petits fruits et graines d’arbres, de buissons et de plantes herbacées) avec un complément d’insectes. L’analyse de contenus d’estomacs a révélé la présence de fleurs d’épine-vinette du Népal (Berberis nipalensis) et de baies de cotonéaster (Cotoneaster sp.). Deng et al. (1984) et Li (1986) ont répertorié une cinquantaine d’espèces de plantes consommées dans le Seutchouan.

## Comportement non social
Sédentaire et solitaire, timide et craintif, le tragopan de Temminck est difficile à repérer tant il se dissimule aisément dans son milieu. Il se perche et se nourrit dans les basses branches des arbres ou se pose au sol pour fourrager dans les feuilles. La nuit, il juche dans les arbres, surtout dans des aulnes et des érables entre 10 et 20 m de hauteur.

## Comportement social

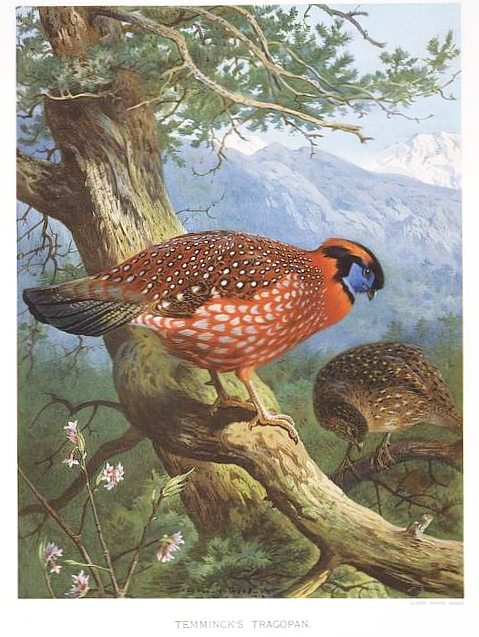
Mâle et femelle

Début avril, les petits groupes hivernaux se dispersent, les couples se forment et revendiquent un territoire par les chants des mâles puis se cantonnent.

## Parade nuptiale
La parade latérale commence, comme chez le tragopan satyre, par un abaissement de l’aile située du côté de sa partenaire et un soulèvement de l’autre mais cette parade devient spécifique quand il gonfle son plumage pour former comme un manteau, se tient à la verticale et marche ainsi lentement autour de la femelle.
En parade frontale, le mâle choisit généralement une place de parade pourvue d’un rocher derrière lequel il pourra se cacher. Il commence à parader en déployant les ailes et la queue puis il secoue frénétiquement la tête pour étaler sa bavette. Ces secousses agitent en même temps les cornes déjà dressées. Tout en secouant la tête il lance des sifflements. Ces cris sont émis en même temps que les battements d’ailes dans une synchronie parfaite qui va crescendo jusqu’au rythme de cinq appels-battements par seconde. Enfin, il se soulève soudainement de tout son corps en s’allongeant sur ses pattes tout en écartant progressivement les ailes pour paraître plus impressionnant.

## Nidification

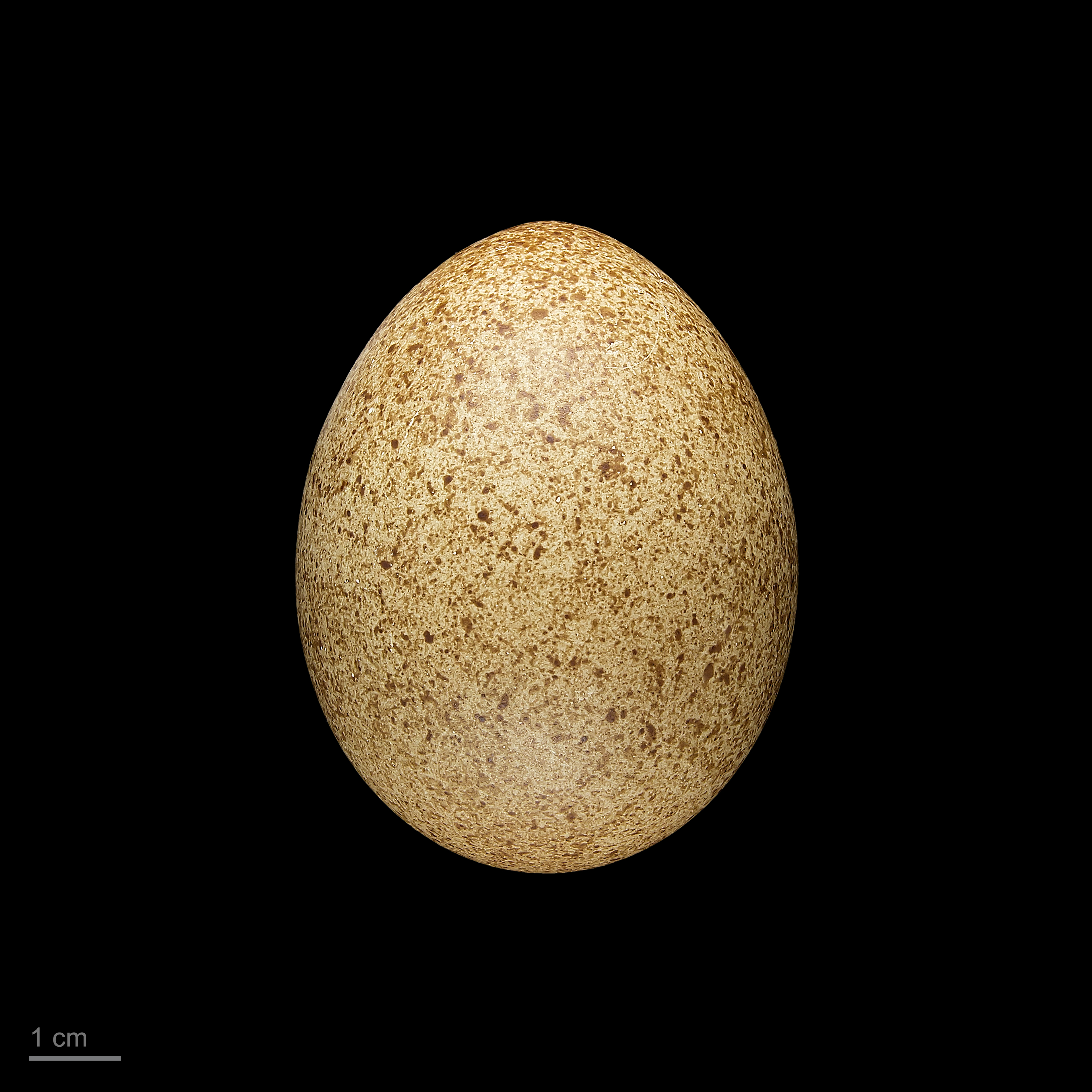
Tragopan temminckii - MHNT

Le nid est généralement construit entre 0,50 et 1,50 m de hauteur dans un fourré de bambous et de fougères ou dans la fourche d’un arbre feuillu, plus rarement à 8 m du sol. C’est une coupe de rameaux avec un revêtement intérieur de feuilles sèches et de plumes. Il contient de deux à cinq œufs avec une ponte régulière de quatre œufs.

## Prédation
Les prédateurs sont sensiblement les mêmes que ceux évoqués pour les autres tragopans.

## Statut, conservation
Ce tragopan fait l’objet d’un lourd prélèvement de la part des villageois pour ses plumes, sa viande, ses œufs ou encore pour répondre à la demande des aviculteurs. Mais la menace principale vient de la déforestation pour l’exploitation du bois de construction ou pour l’agriculture et le pâturage. Fuller & Garson (2000) qualifient l’espèce de « bientôt menacée ».